# XVIII secolo
Il XVIII secolo (diciottesimo secolo), detto anche Settecento o '700, è il secolo che inizia nell'anno 1701 e termina nell'anno 1800 incluso.

## Avvenimenti
Nella prima metà del secolo avviene un mutamento dell'assetto politico dell'Europa con le guerre di successione, concludendosi con la pace di Aquisgrana del 1748.
Nel 1780 ci fu la prima rivoluzione industriale, James Watt inventa la macchina a vapore che rivoluziona appunto l'industria: i prezzi dei prodotti calarono migliorando le condizioni dei ceti poveri, mentre gli artigiani persero così il lavoro perché i loro prodotti erano più costosi anche se unici. 
Nel Settecento in Francia ha luogo la Rivoluzione francese, che dà il colpo finale all'assolutismo monarchico e dà inizio dell'ascesa di Napoleone Bonaparte, mentre in America ha luogo la guerra di indipendenza americana. È anche detto secolo dei lumi per la nascita e diffusione della cultura illuministica, di stampo razionalista.

### Americhe
- 1721: il missionario protestante dano-norvegese Hans Egede colonizza la Groenlandia e ne fonda la capitale Godthåb (l'attuale Nuuk).
- 1754 - 1763: guerra franco-indiana, il fronte nordamericano della guerra dei sette anni.
- 13 settembre 1759: Canada: battaglia di Québec, vittoria britannica.
- 1775 - 1783: Rivoluzione americana.
- 4 luglio 1776: gli USA dichiarano l'indipendenza dalla Gran Bretagna: nascita degli Stati Uniti d'America: oggi ricordato con l'Independence Day.
- 18 gennaio 1778: scoperta dell'arcipelago delle Hawaii, per opera del capitano inglese James Cook, durante il suo terzo viaggio nel Pacifico, chiamate da lui isole Sandwich.
- 24 luglio 1783: Venezuela: nasce il Libertador Simón Bolívar: data celebrata con l'Anniversario della nascita del Libertador Simón Bolívar.
- 1785 - 1795: Stati Uniti d'America: guerra indiana del Nord-Ovest: vittoria statunitense.
- 1787: Costituzione degli Stati Uniti d'America.
- 23 agosto 1791: giorno d'inizio delle rivolte a Santo Domingo, al comando di Toussaint Louverture, il primo generale di colore della storia: le rivolte aprirono la strada verso l'abolizione della tratta atlantica degli schiavi: prima vittoria degli schiavi contro i propri oppressori.

### Europa
- 1700 - 1721: grande guerra del Nord: la Svezia perde quasi tutti i suoi possedimenti nel mar Baltico.
- 1701 - 1714: guerra di successione spagnola.
- 3 agosto 1704: presa di Gibilterra: conquista britannica del territorio di Gibilterra di cui divenne governatore l'ammiraglio inglese George Rooke.
- 1733 - 1738: guerra di successione polacca.
- 1740 - 1780: regno di Maria Teresa d'Austria: epoca di splendore politico e culturale in Austria (età teresiana).
- 1740 - 1748: guerra di successione austriaca, conclusasi con la pace di Aquisgrana.
- 1º novembre 1755: grande terremoto di Lisbona del 1755.
- 1756 - 1763: guerra dei sette anni fra le principali potenze europee: Gran Bretagna, Prussia, Francia, Austria, Russia, e in seguito Spagna.
- 1762 - 1796: Regno di Caterina II di Russia, detta la Grande: epoca di splendore culturale in Russia.
- 30 novembre 1786: Granducato di Toscana: primo Stato in Europa ad abolire la pena di morte (oggi la data è ricordata con la giornata Cities for Life).
- 14 luglio 1789 - Presa della Bastiglia: episodio fondamentale della storia francese considerato l'inizio della Rivoluzione francese: oggi celebrato con la Festa nazionale francese.
- 26 agosto 1789: Francia: viene emanata la Dichiarazione dei diritti dell'uomo e del cittadino, che fanno della Francia la Patria dei diritti dell'Uomo.
- 3 maggio 1791: prima costituzione della Polonia, la prima costituzione europea.
- 1792: battaglia di Valmy: vittoria francese contro le forze della Prima coalizione.
- 1795: Direttorio in Francia.
- 7 gennaio 1797 – Reggio Emilia: prima adozione ufficiale del tricolore come bandiera nazionale da parte di uno Stato italiano: la Repubblica Cispadana: oggi giornata celebrata nella Festa del Tricolore.
- 1798 - 1800: Occupazione francese di Malta, dopo la quale Malta diverrà un possedimento inglese
- 1800: battaglia di Marengo (14 giugno), con la vittoria delle truppe francesi sull'esercito austriaco
- 1800: viene istituita la Banca di Francia (Banque de France), per opera di Napoleone Bonaparte.

Elenco degli Stati esistenti verso il 1750:
- Regno di Spagna e Asturie
- Regno del Portogallo e dell'Algarve.
- Distretto libero di Couto Misto.
- Regno di Francia e Navarra.
- Principato di Bidache.
- Principato di Dombes.
- Ducato di Lorena e Bar.
- Principato di Andorra.
- Regno di Gran Bretagna
- Regno d'Irlanda.
- Signoria dell'Isola di Man.
- Repubblica delle Sette Province Unite dei Paesi Bassi.
- Confederazione Elvetica.
- Stati del Sacro Romano Impero.
- Stati asburgici.
- Stati italiani nel 1750.
- Confederazione polacco-lituana
- Ducato di Curlandia.
- Regno di Danimarca e Norvegia.
- Regno di Svezia e Finlandia.
- Impero russo.
- Impero ottomano.

### Asia
- 1707: la morte dell'imperatore moghul Muhammad Aurangzeb, la quale segna la fine del Medioevo indiano e l'inizio della colonizzazione europea nell'Asia meridionale.
- 1757: la battaglia di Plassey, la quale causò l'invasione del Bengala, che in seguito si estese a coprire gran parte dell'India
- 1767 - 1782: in Thailandia epoca di splendore artistico e culturale sotto il regno di Taksin il Grande
- 1785 - 1786: Thailandia: guerra dei nove eserciti: vittoria siamese

### Oceania
- 1788 fondazione della colonia britannica del Nuovo Galles del Sud in Australia
- 26 gennaio 1788: sbarco della First Fleet britannica dell'ammiraglio inglese Arthur Phillip (1738-1814) nella baia di Sydney: primo insediamento europeo in Australia: data e evento vengono oggi celebrati con l'Australia Day
- 1788: viene fondata Sydney, la più antica città dell'Australia

### Africa
- 1725 – Guinea: Regno di Fouta Djallon, Stato pre-coloniale (1725-1896), sull'altopiano di Fouta Djallon

### Istituzione di nuovi Stati
- 1701: viene creato il Regno di Prussia (1701-1918)
- 1º maggio 1707: in seguito all'Atto di Unione viene istituito il Regno di Gran Bretagna, la cui prima sovrana fu Anna di Gran Bretagna
- 23 gennaio 1719: viene creato con diploma da Carlo VI d'Asburgo il Principato del Liechtenstein[2]
- 1721: viene fondato l'Impero russo con Pietro il Grande
- 1745: incoronazione di re Ngwane III, il fondatore dello Swaziland, ora eSwatini[3] e primo re dello Swaziland moderno
- 1747: viene istituito l'Impero Durrani (odierno Afghanistan), con Ahmad Shah Durrani
- 1752: viene istituito lo Sceiccato del Kuwait, con Sabah I bin Jaber
- 1768: Regno del Nepal: viene unificato il Nepal sotto un unico sovrano da Prithvi Narayan Shah, primo re del Nepal (1768-1775) e fondatore del Nepal moderno.
- 4 luglio 1776: Dichiarazione d'indipendenza degli Stati Uniti d'America dal Regno di Gran Bretagna: nascita ufficiale degli Stati Uniti d'America
- 1787: in seguito all'unificazione del Madagascar viene fondato il Regno del Madagascar, con Andrianampoinimerina

## Istituzioni e innovazioni del XVIII secolo
- 1º ottobre 1774: viene istituita in Italia la Guardia di Finanza, costituita inizialmente come Legione truppe leggere, per volere di Vittorio Amedeo III di Savoia, Re di Sardegna
- 1775: vengono istituiti l'Esercito (14 giugno), la Marina (13 ottobre) e il Corpo dei Marine (10 novembre) degli Stati Uniti d'America
- 7 gennaio 1797 – Reggio Emilia: prima adozione ufficiale del tricolore come bandiera nazionale da parte di uno Stato italiano: la Repubblica Cispadana: oggi giornata celebrata nella Festa del Tricolore

## Personaggi significativi
- Pietro Leopoldo di Lorena (1747-1792), Granduca di Toscana, primo in tutto il mondo ad abolire la pena di morte (1786, Codice Leopoldino)
- Voltaire (1694-1778), filosofo e scrittore francese, tra i massimi esponenti dell'Illuminismo, scrisse tra l'altro il celebre Dizionario filosofico (1764)
- Napoleone Bonaparte (1769-1821), generale e poi imperatore francese
- Tipu Sultan (1750-1799), sultano Indiano e re di Mysore
- Giambattista Vico (1668-1744) filosofo italiano, fondatore della moderna Filosofia della storia, autore dell'opera La Scienza Nuova (1725)
- Montesquieu (1689-1755), giurista e filosofo francese, fondatore della teoria sulla Divisione dei poteri presente nell'opera principale Lo spirito delle leggi (1748)
- Giambattista Tiepolo (1696-1770) pittore italiano, uno dei maggiori dell'arte veneziana del Settecento
- Gotthold Ephraim Lessing (1729-1781), scrittore e drammaturgo tedesco, illuminista, autore della commedia Minna von Barnhelm (1767)
- Friedrich Schiller (1759-1805) poeta, drammaturgo e storico tedesco, autore tra l'altro del dramma I masnadieri (1782)
- Isaac Newton (1642-1727), fisico e matematico inglese, tra i massimi geni universali di ogni tempo
- Qianlong (1711-1799), quinto imperatore della dinastia Qing, portò la Cina a uno dei suoi apogei di prestigio ed estensione territoriale
- James Watt (1736-1819), ingegnere britannico, inventore della macchina a vapore
- Federico il Grande (1712-1786), re di Prussia. Fu una delle figure più emblematiche dell'età dell'Illuminismo
- Pietro il Grande (1672-1725), zar che portò la Russia sulla via della modernità
- Maria Teresa d'Austria (1717-1780), imperatrice del Sacro Romano Impero
- Luigi XVI e Maria Antonietta, sovrani francesi
- Giovanni Battista Pergolesi (1710-1736), compositore e organista italiano, compose anche varie opere di musica sacra
- Marchese de Sade (1740-1814), celebre scrittore francese di libri erotici, esponente illustre del Libertinismo, dai suoi romanzi deriva il termine sadismo
- Edmund Burke, statista, filosofo, scrittore e oratore anglo-irlandese. Padre del conservatorismo moderno
- Horatio Nelson (1758-1805), ammiraglio britannico. Il più grande eroe navale di tutti i tempi
- Maximilien de Robespierre, politico rivoluzionario francese
- Carlo Goldoni (1707-1793), commediografo veneziano, riformatore del teatro; celebre la commedia La locandiera (1751)
- Giuseppe Parini (1729-1799), poeta e scrittore satirico italiano autore de Il Giorno (1763)
- Jonathan Swift (1667-1745), scrittore satirico irlandese autore de I viaggi di Gulliver (1726)
- Johann Wolfgang von Goethe (1749-1832), poeta, drammaturgo e scrittore tedesco. Scrisse, tra l'altro, I dolori del giovane Werther (1774)
- Pietro Metastasio, celebre drammaturgo e poeta italiano
- Alexander Pope, poeta e scrittore inglese
- Alessandro Volta (1745-1827), scienziato italiano, tra i più rappresentativi del XVIII secolo
- Luigi Galvani, scienziato italiano
- Fratelli Montgolfier, inventori della mongolfiera
- James Cook, famoso esploratore e navigatore inglese
- Benjamin Franklin, scienziato, giornalista e uomo politico statunitense
- Antoine de Lavoisier (1743-1794), chimico francese, definito spesso il padre della chimica moderna: legge della conservazione della massa
- Cesare Beccaria (1738-1794), giurista italiano, illuminista, autore del trattato Dei delitti e delle pene (1764), contro la tortura e la pena di morte
- George Washington (1732-1799), primo presidente degli Stati Uniti
- Thomas Jefferson, principale autore della Dichiarazione di indipendenza delle 13 colonie, il 4 luglio 1776
- Fratelli Verri, illuministi italiani, fondatori de Il Caffè
- Sieyes, abate francese di spirito rivoluzionario
- Vittorio Alfieri (1749-1803), poeta, drammaturgo e scrittore italiano, autore della tragedia Saul (1782)
- Jacques-Louis David (1748-1825), pittore francese, autore del dipinto Il giuramento degli Orazi (1784), considerato il manifesto del Neoclassicismo
- Georges-Louis Leclerc (Montbard, Borgogna, 1707 – Parigi, 1788), naturalista e scrittore francese, autore dei 36 volumi della Histoire naturelle
- Denis Diderot (Langres, 1713 – Parigi, 1784), scrittore e filosofo francese, autore con D'Alembert dell'Encyclopédie (dal 1751 al 1780)
- Immanuel Kant (Königsberg, 1724 – ivi, 1804), filosofo tedesco, illuminista, autore della Critica della ragion pura (1781)
- David Hume (1711-1776), filosofo empirista scozzese, autore del celebre Trattato sulla natura umana (1739-1740)
- George Berkeley (1685-1753), filosofo empirista anglo-irlandese
- Adam Smith (1723-1790), economista scozzese, fondatore del liberismo, autore del celebre saggio La ricchezza delle nazioni (1776), testo fondamentale dell'economia classica
- Wolfgang Amadeus Mozart (Salisburgo, 1756 – Vienna, 1791), compositore austriaco, celebrità universale, esponente principale del Classicismo musicale del Settecento: tra i capolavori spicca Il flauto magico (1791)
- Christoph Willibald Gluck, compositore tedesco
- Georg Friedrich Händel, compositore tedesco naturalizzato inglese
- Franz Joseph Haydn, compositore austriaco
- Johann Sebastian Bach (1685-1750), compositore tedesco, tra i più celebri del periodo barocco, di fede luterana, scrisse tra l'altro la musica sacra Passione secondo Matteo (1727)
- Jean-Jacques Rousseau (Ginevra, 1712 – Ermenonville, 1778), filosofo e scrittore francese di origine svizzera, autore del celebre saggio Contratto sociale (1762)
- Leonhard Euler, detto Eulero (Basilea, 1707 – San Pietroburgo, 1783), matematico svizzero di fama universale, il più celebre dell'Illuminismo.
- William Godwin (1756-1836), filosofo e politico libertario britannico

## La nascita dell'Encyclopédie
- Diffusione della cultura Illuministica e redazione dell'Enciclopedia
- pubblicazione (dal 1751) a Parigi dell'Encyclopédie, sotto la direzione di Denis Diderot e D'Alembert

## Giornalismo
- 1711: esce il quotidiano The Spectator, fondato dallo scrittore e drammaturgo Joseph Addison, padre del giornalismo inglese[4]

## Almanacchi
- 1762: viene stampato per la prima volta a Foligno l'Almanacco Barbanera

## Letteratura
- Il teatro italiano viene riformato per opera di Carlo Goldoni: nasce la "commedia borghese"
- In Germania, verso la seconda metà del XVIII secolo, nasce il movimento culturale dello Sturm und drang, precursore del Romanticismo
- La Weimarer Klassik (o Classicismo di Weimar) e la drammaturgia tedesca; Johann Wolfgang von Goethe e Friedrich Schiller
- Il Romanzo picaresco si afferma anche in Francia con lo scrittore francese Lesage (1668-1747): Storia di Gil Blas di Santillana (1715)
- Il romanzo di avventura del XVIII secolo si afferma con Daniel Defoe, iniziatore del romanzo inglese[5], e autore di Robinson Crusoe (1719)
- La prosa satirica in lingua inglese trova un importante esponente in Jonathan Swift, noto autore de I viaggi di Gulliver (1726)
- In Europa sorgono nuovi poemi, come Le Stagioni "Metai",  del poeta lituano Kristijonas Donelaitis
- Prima edizione originale (1792) de Il sogno della camera rossa, scritto da Cao Xueqin: è uno dei capolavori della letteratura cinese classica
- Turkmenistan: la sofferenza della gente comune, l'autonomia e l'indipendenza del popolo turkmeno nella poesia filosofica di Magtymguly Pyragy (1724-1807)

## Filosofia
- Il XVIII secolo è il secolo dell'illuminismo e del pensiero illuminista
- Il pensiero illuminista in Francia: Voltaire
- Il pensiero di Leibniz nel XVIII secolo: nella monadologia (1720) viene formulata la teoria delle monadi
- L'Illuminismo in Germania: Christian Wolff, Gotthold Ephraim Lessing, Alexander Gottlieb Baumgarten (che nel 1735 conia il termine estetica), e il pensiero di Immanuel Kant
- L'illuminismo, lo stato di natura: Jean-Jacques Rousseau
- L'empirismo britannico: John Locke, George Berkeley e David Hume
- L'immaterialismo, termine coniato e il cui padre viene considerato George Berkeley
- La Filosofia della storia e i corsi e ricorsi storici nel pensiero del filosofo italiano Giambattista Vico
- La filosofia e la teosofia trovano importante espressione nel pensiero di Emanuel Swedenborg, uno dei precursori dello spiritismo
- L'illuminismo francese trova un importante esponente in Nicolas de Condorcet
- Il sensismo nel XVIII secolo: Étienne Bonnot de Condillac
- Il materialismo nel XVIII secolo: Julien Offray de La Mettrie, Claude-Adrien Helvétius e Paul Henri Thiry d'Holbach.
- L'illuminismo italiano: Pietro Verri: Il Caffé (1764), periodico creato a Milano assieme al fratello Alessandro Verri
- Nasce in Germania la Haskalah (illuminismo ebraico), il cui padre viene considerato Moses Mendelssohn

### I maggiori testi filosofici del XVIII secolo
- 1710: Trattato sui principi della conoscenza umana di George Berkeley
- 1720: Monadologia, dove viene formulata la teoria delle monadi, di Leibniz
- 1725: Scienza nuova di Giambattista Vico
- 1739: Trattato sulla natura umana di David Hume
- 1748: L'uomo macchina di Julien Offray de La Mettrie
- 1754: Trattato delle sensazioni di Étienne Bonnot de Condillac
- 1758: Dello spirito di Claude-Adrien Helvétius
- 1758: Cielo e inferno di Emanuel Swedenborg
- 1762: Il contratto sociale di Jean-Jacques Rousseau
- 1764: Dizionario filosofico di Voltaire
- 1770: Sistema della natura di Paul Henri Thiry d'Holbach
- 1781: Critica della ragion pura di Immanuel Kant
- 1795: Abbozzo di un quadro storico del progresso dello spirito umano di Nicolas de Condorcet

## Diritto
- 30 novembre 1786: in seguito alla promulgazione del Codice Leopoldino il Granducato di Toscana abolisce la pena di morte: è il primo Stato sovrano in assoluto ad abolirla
- 4 marzo 1789: Costituzione degli Stati Uniti d'America, la prima Costituzione scritta e codificata ancora oggi in vigore
- 26 agosto 1789: Francia: viene emanata la Dichiarazione dei diritti dell'uomo e del cittadino, che fanno della Francia la Patria dei diritti dell'Uomo.
- 3 maggio 1791: prima costituzione della Polonia, la prima costituzione europea
- 5 settembre 1791: viene pubblicata la Dichiarazione dei diritti della donna e della cittadina della scrittrice francese Olympe de Gouges, in cui si rivendica l'uguaglianza sociale e politica delle donne.
- L'idea di Stato democratico: Jean-Jacques Rousseau
- Il principio della separazione dei poteri (legislativo, esecutivo, giudiziario): Montesquieu
- L'illuminismo italiano in campo giuridico: la tortura e la pena di morte: Cesare Beccaria

### I maggiori testi giuridici del XVIII secolo
- 1748: Lo spirito delle leggi, sul principio della separazione dei poteri, di Montesquieu
- 1762: Il contratto sociale di Jean-Jacques Rousseau
- 1763: Trattato sulla tolleranza di Voltaire
- 1764: Dei delitti e delle pene di Cesare Beccaria

## Pensiero economico
- nascita in Francia della fisiocrazia
- nascita del liberismo e dell'economia politica
- 1751: Della Moneta di Ferdinando Galiani:  è tra le prime opere che trattano di economia monetaria
- 1758: con la Tableau économique, François Quesnay, elabora il modello fisiocratico
- la fisiocrazia si afferma in Francia con Victor Riqueti de Mirabeau, Anne Robert Jacques Turgot, Nicolas de Condorcet
- 1765: Lezioni di commercio o sia d'economia civile di Antonio Genovesi; l'opera scientifica in materia economica
- 1776: La ricchezza delle nazioni, uno dei testi fondamentali dell'economia politica, dello scozzese Adam Smith: affermazione dell'economia politica e del liberismo

## Politica e storia
- La storiografia italiana medievistica e la storia critica: Ludovico Antonio Muratori, autore della Rerum Italicarum scriptores (1723-1738)
- La storiografia durante l'illuminismo italiano: Pietro Giannone (1676-1748)
- Il Risorgimento bulgaro: Paisij di Hilendar, autore della Istorija slavjanobolgarskaja (1762)

## Pedagogia
Il pensiero pedagogico nel XVIII secolo trova importanti esponenti in Johann Heinrich Pestalozzi, il padre della pedagogia, autore del romanzo pedagogico Leonardo e Geltrude (1781), e in Jean-Jacques Rousseau, autore dell'Emilio o dell'educazione (1762),  opera che avrà rilevanza pedagogica anche nei secoli successivi

## Musica
- La musica barocca in Francia: François Couperin (1668-1733), Jean-Philippe Rameau (1683-1764)
- La musica barocca in Italia: Antonio Vivaldi (1678-1741), Domenico Scarlatti (1685-1757)
- La musica barocca in Germania: Johann Sebastian Bach (1685-1750), Georg Friedrich Händel (1685-1759)
- La riforma gluckiana: Christoph Willibald Gluck (1714-1787)
- Il classicismo viennese, la nascita della sinfonia e del quartetto d'archi: Franz Joseph Haydn (1732-1809)
- Il classicismo musicale e la musica strumentale nei paesi neolatini europei: Luigi Boccherini (1743-1805)
- il classicismo musicale: Wolfgang Amadeus Mozart (1756-1791) Ludwig van Beethoven (1770-1827)

### Danza
- viene creato il balletto moderno e le coreografie del ballo moderno, nell'opera del coreografo francese Jean-Georges Noverre, autore delle Lettere sulla danza (1760): la sua data di nascita oggi viene celebrata con la Giornata internazionale della danza

### I teatri del XVIII secolo
- 1737: viene fondato il Teatro di San Carlo, di Napoli, voluto dal re Carlo di Borbone, dal quale prese il nome.
- 1776: viene fondato in Russia, sotto il regno di Caterina la Grande, il Teatro Bol'šoj di Mosca, uno dei più noti teatri al mondo
- 3 agosto 1778: inaugurazione del Teatro alla Scala di Milano, opera dell'architetto italiano Giuseppe Piermarini: il teatro prende il nome dalla Regina della Scala
- 1792: viene inaugurato il Teatro La Fenice di Venezia, uno dei più rinomati teatri lirici europei, ricostruito nel 1836 e nel 2003

## La nascita del circo
- 1768: nasce il circo moderno ad opera dell'inglese Philip Astley[7]

## Arte
Nel XVIII secolo, in ambito artistico, si affermano due correnti: il rococò e il neoclassicismo

### Pittura
Nella prima metà del XVIII secolo si sviluppa il rococò, principalmente in Francia con importanti artisti quali Antoine Watteau, il più importante pittore dello stile rococò, François Boucher, Jean-Baptiste-Siméon Chardin e Jean-Honoré Fragonard, e in Italia con vari esponenti tra cui Giambattista Tiepolo. In Inghilterra il barocco ha un importante esponente in William Hogarth e il rococò in Thomas Gainsborough. Nella seconda metà del XVIII secolo si afferma il Neoclassicismo con importanti esponenti, come Jacques-Louis David.

### Scultura
Nel campo scultoreo, durante il XVIII secolo, si afferma, in particolare, il Neoclassicismo artistico italiano con celebri esponenti quali Antonio Canova.

### Architettura
Anche l'architettura del XVIII secolo risente della corrente del rococò e del neoclassicismo. Nel 1747 viene inaugurato,in stile rococò, il Palazzo di Sanssouci, in Germania, opera dell'architetto Georg Wenzeslaus von Knobelsdorff. Negli stati asburgici il rococò venne introdotto da Johann Lucas von Hildebrandt. In Italia si afferma, in particolare, con Filippo Juvarra. Nel 1752: inizia la costruzione della Reggia di Caserta, in stile barocco- rococò e in stile neoclassico, storica residenza reale, che venne inaugurata nel 1774, ad opera dell'architetto Luigi Vanvitelli; nel 1763 viene terminata in Portogallo la costruzione della Torre dei Chierici, progettata dall'architetto italiano Niccolò Nasoni. Nel 1762 venne innaugurata la famosa Fontana di Trevi progettata dall'architetto Nicola Salvi.

### Musei
- 1764: viene fondato in Russia, a San Pietroburgo, il Museo Statale dell'Ermitage, dall'imperatrice Caterina la Grande
- 15 gennaio 1759: viene aperto al pubblico il British Museum, uno dei più grandi musei del mondo, fondato nel 1753 dal naturalista britannico Hans Sloane
- 1793: nasce il celebre Museo del Louvre di Parigi, uno dei musei più noti al mondo

### Scoperte archeologiche
- Scoperta delle rovine di Pompei e di Olimpia
- Scoperta dell'Antica Ercolano 1709, casualmente, in seguito agli scavi per la realizzazione di un pozzo

## Università del XVIII secolo
- 1721. viene fondata da re Filippo V di Spagna l'Università Centrale del Venezuela, la più antica del Venezuela
- 1728: viene fondata dall' Ordine dei frati predicatori l'Università dell'Avana, la più antica università di Cuba
- 1732: viene fondata dal missionario italiano Matteo Ripa l'Università degli Studi di Napoli "L'Orientale"
- 1738: viene creata a Santiago del Cile da re Filippo V di Spagna la Real Universidad de San Felipe[8]
- 1755: viene fondata dall'imperatrice Elisabetta di Russia l'Università statale di Mosca la più antica della Russia
- 1792: viene istituita (Accademia reale), l'Università federale di Rio de Janeiro

## Scienza

### Fisica
- La nascita della teoria matematica dell'elettricità e del magnetismo: Charles Augustin de Coulomb (1736-1806)
- La scoperta dell'elettricità biologica e il galvanometro: Luigi Galvani (1737-1798)
- 1714: viene introdotto il grado Fahrenheit, scala di misura della temperatura, proposta dal celebre fisico tedesco Gabriel Fahrenheit
- 1742: viene proposta per la prima volta l'unità di una scala di misura per la temperatura, chiamata grado Celsius, da parte del fisico svedese Anders Celsius
- 1799: nasce la Pila di Volta, grazie al grande fisico italiano Alessandro Volta: primi esperimenti sull'elettricità

### Chimica
- 1771: Scoperta dell'ossigeno, per opera del chimico svedese Carl Scheele (1742-1786)
- nomenclatura all'ossigeno (1778) e idrogeno (1783): il nome viene dato loro dal chimico francese Lavoisier padre della chimica moderna[9], autore del Trattato elementare di chimica (1789)
- 1779: viene scoperto il processo chimico della fotosintesi clorofilliana, dal biologo e botanico olandese Jan Ingenhousz

### Matematica
- La matematica nell'età dell'illuminismo e gli importanti contributi nell'analisi matematica: Eulero, autore dell'Introductio in analysin infinitorum (1748)
- La matematica nell'età dell'illuminismo in Francia: Jean Baptiste Le Rond d'Alembert (1717-1783), Nicolas de Condorcet (1743-1794)
- Giovanni Girolamo Saccheri (1667-1733), padre della geometria non euclidea
- I notevoli contributi al calcolo delle variazioni: Joseph-Louis Lagrange (1736-1813)
- 1748: geometria: viene descritta per la prima volta la versiera, dalla matematica italiana Maria Gaetana Agnesi

### Medicina
- La nascita dell'Anatomia patologica: Giovanni Battista Morgagni (1682-1771)
- 1700: viene fondata la medicina del lavoro, grazie al medico italiano Bernardino Ramazzini e il suo "De morbis artificum diatriba"
- 1728: Le Chirurgien dentiste ou Traité des dents, opera con la quale l'odontoiatra francese Pierre Fauchard fonda l'odontoiatria moderna
- 1761: "Éléments de l'art vétérinaire", scritto col quale il veterinario francese Claude Bourgelat fonda la medicina veterinaria moderna
- 1764: Pediatria: Trattato sulle malattie dei bambini del medico svedese Nils Rosen von Rosenstein, considerato spesso il padre della pediatria[10]
- 1796: viene effettuata la prima vaccinazione, con la somministrazione del vaccino anti-vaiolo dal medico britannico Edward Jenner
- 1796: nasce la pratica di medicina alternativa dell'omeopatia, dal medico tedesco Samuel Hahnemann
- 1798: Descrizione e trattamento delle malattie cutanee di Robert Willan, padre della dermatologia moderna[11]

### Botanica
- 1735: viene introdotto il sistema di nomenclatura binomiale per la classificazione delle piante (ma anche degli animali), la classificazione scientifica moderna degli organismi viventi, la tassonomia linneana, e l'opera Systema Naturae (1735) da parte del botanico svedese Carlo Linneo
- 1768: viene inaugurato il Giardino botanico di Ajuda, il più antico del Portogallo, creato dal naturalista italiano Domenico Agostino Vandelli

### Zoologia
- Sviluppi dell'apicoltura, grazie al contributo di Anton Janša, pioniere dell'apicoltura moderna: il 20 maggio, in suo onore, si celebra la Giornata mondiale delle api

### Geologia
- Si afferma la figura di James Hutton, il padre della geologia[12], noto autore de  La Teoria della Terra (Theory of the Earth, 1785)

## Tecnologia
- 1707: Torino: nasce la gioielleria Musy Padre e Figli, la più antica gioielleria d'Italia [13]
- 13 luglio 1709: Colonia: viene fondata la Johann Maria Farina gegenüber dem Jülichs-Platz, la più antica fabbrica di profumo al mondo [14]
- 1753: viene inventato il parafulmine dallo scienziato statunitense Benjamin Franklin
- 1761: viene inventato il cronometro marino, notevole contributo nel campo della navigazione, dall'orologiaio inglese John Harrison
- 1793: invenzione del telegrafo ottico, per opera dell'inventore francese Claude Chappe
- 1798: viene inventata la litografia, metodo di riproduzione meccanica delle immagini, dall'inventore tedesco Alois Senefelder

## Il linguaggio dei segni per i sordomuti
- L'invenzione del linguaggio dei segni per i sordomuti da parte di Charles-Michel de l'Épée (1712-1789), spesso definito il padre dei sordi

## Alpinismo e imprese umane nel XVIII secolo
- 8 agosto 1786: avviene la prima ascensione del Monte Bianco per opera degli alpinisti savoiardi Jacques Balmat e Michel Gabriel Paccard
- 4 giugno 1783: primo volo umano: avvenne grazie all'invenzione della mongolfiera per opera dei francesi Fratelli Montgolfier
- 22 ottobre 1797: primo lancio col paracadute, da parte dell'inventore francese André-Jacques Garnerin

## Astronomia
- 13 marzo 1781: Scoperta del pianeta Urano, da parte dell'astronomo britannico di origine tedesca William Herschel

## Cucina
- 1791: viene inventato il Camembert, tipico formaggio francese famoso in tutto il mondo, creato dalla contadina francese Marie Harel

## Invenzioni, scoperte, innovazioni
- Vengono inventati il motore a vapore, il telaio con la spoletta volante, la filatrice meccanica, il sestante, il termometro a liquido, il paracadute, il sottomarino.
- Vengono enunciate le leggi chimiche di Lavoisier
- Si sviluppa il Neoclassicismo e nasce l'archeologia moderna grazie allo storico dell'arte tedesco Winckelmann (1717-1768)
- nel 1780  Scheller sviluppa un prototipo di penna stilografica in bronzo e corno

### Folclore
- È nel XVIII secolo circa che hanno origine i Sampaoloni di San Cataldo